# Squash en Égypte
Depuis le milieu des années 2000, l'Égypte est devenue une superpuissance du squash. Elle produit des joueurs de haut niveau depuis les années 1930, et l'on pense que l'ancien président Hosni Moubarak, lui-même un joueur passionné, a donné un élan important dans les années 1990. Il a également été dit que le succès actuel est le résultat d'un investissement dans le sport de la société égyptienne dans son ensemble.

## Histoire

### F.D. Amr Bey  le précurseur
F. D. Amr Bey, (1909-1988), remporte le British Open , considéré comme le championnat du monde officieux, à 6 reprises consécutives dans les années 1930 et il est considéré comme le premier joueur dominant de ce sport. Il ouvre la voie à Mahmoud Karim qui remporte quatre titres juste après la guerre. Néanmoins à cette époque, le squash est un sport de privilégiés et F.D. AmrBey, membre de la noblesse égyptienne, poursuit une carrière de diplomate sans que ses succès inspirent un mouvement populaire.

### le détonateur Ahmed Barada
En 1996, le jeune Ahmed Barada est invité à participer au premier tournoi d'importance organisé en Égypte, le tournoi Al-Ahram International.Tous les espoirs du pays sont portés par ce jeune joueur 29e mondial et champion du monde junior qui est défait en finale par l'invincible Jansher Khan, alors septuple champion du monde, après un parcours brillant où il élimine le numéro 2 mondial en quart de finale, l'Australien Rodney Eyles puis se qualifie pour la finale au détriment de l'Anglais Chris Walker (7e mondial). Cette épopée fait de lui un héros national et inspire toute une génération qui dominera ensuite le squash mondial. “A Star Is Born,” titrait le journal ''Al-Ahram'', qui organisait le tournoi et un de ses supporters le plus bruyant et le plus enthousiaste était le président Hosni Mubarak, lui même joueur de squash. Ahmed Barada remporte le tournoi Al-Ahram en 1998 et atteint finalement la deuxième place du classement mondial. Il prend sa retraite du jeu en 2001, un an après avoir été poignardé près de son domicile au Caire, un crime non résolu. Il a enregistré un album de chansons pop , puis a joué dans une comédie romantique intitulée "Girl's Love". Parmi les jeunes pousses qui regardaient fascinées les rencontres à la télévision nationale, la jeune Raneem El Weleily qui avait huit ans à l'époque ou bien encore Nouran Gohar.

### Squash masculin

#### Amr Shabana
En 2003, Amr Shabana gaucher talentueux devient le premier champion du monde égyptien et remporte par la suite trois autres titres. Toute la jeune génération égyptienne prend alors conscience que ce sport dominé jusqu'alors par les Anglais et les Pakistanais peut aussi leur réussir. Cela correspond également à une période où les jeunes Anglais s'essaient à beaucoup plus de sports et le Pakistan est en proie à une instabilité provoquée par les mouvements religieux.

#### Ramy Ashour

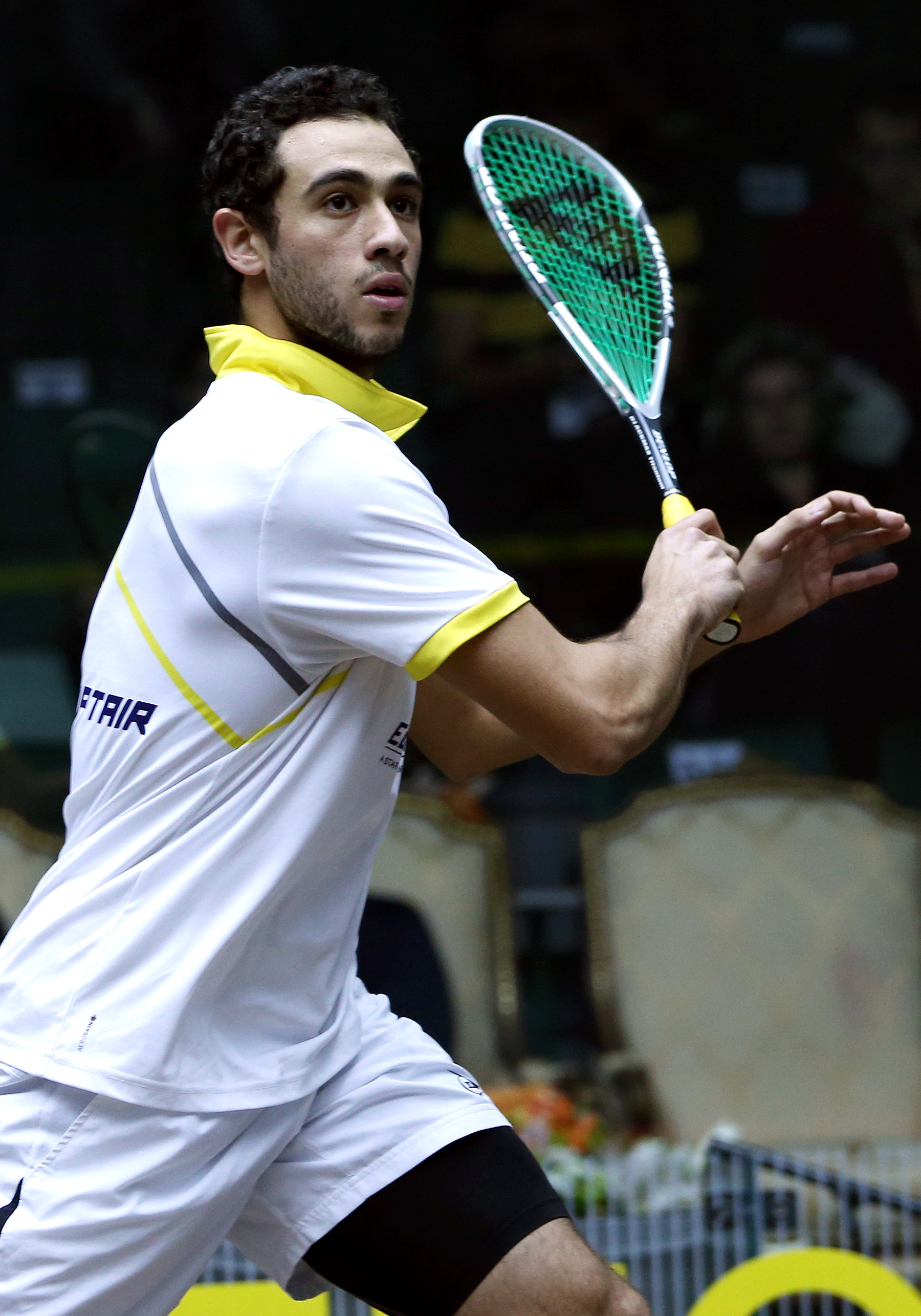
Ramy Ashour

Ramy Ashour, surnommé The artist, est triple champion du monde et le digne héritier de ses glorieux compatriotes.

#### Domination sans partage
Mohamed El Shorbagy et Ali Farag vont dominer le squash mondial à partir du milieu des années 2010 quand le Français Grégory Gaultier et l'Anglais Nick Matthew s’effacent progressivement. Ils remportent la quasi-totalité des titres platinum, tournois les plus prestigieux.

### Squash féminin

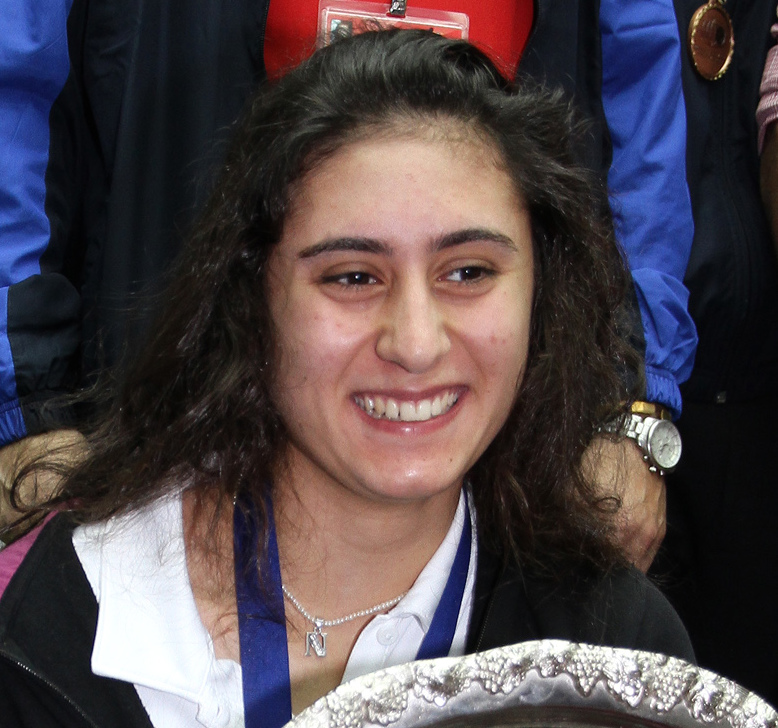
Nour El Sherbini

Alors que la Malaisienne Nicol David règne sans partage sur le squash féminin avec huit titres de championne du monde et 52 mois comme no 1 mondiale, une formidable génération de joueuses égyptiennes est en train de monopoliser les titres de championne du monde junior et du British Junior Open. Raneem El Weleily et plus encore Nour El Sherbini, triple championne du monde junior qui obtient son premier titre à l'âge de treize ans, prennent le pouvoir dès 2015 avec le titre de championne de monde de cette dernière qui succède à Nicol David. Cela correspond également avec l'adoption par le circuit féminin en septembre 2015, de la même hauteur de plaque sonore (tin) que pour le circuit masculin (de 19", 48 cm, à 17", 43 cm) afin de favoriser le jeu d'attaque. Depuis cette date, on retrouve très souvent trois joueuses égyptiennes en demi-finale de tous les tournois majeurs, avec quelques rares joueuses comme Camille Serme ou Joelle King pour contester cette suprématie égyptienne.

### Influence mondiale
De plus en plus de joueuses étrangères comme Sabrina Sobhy ou Danielle Letourneau sont désormais basées en Égypte pour bénéficier de l’émulation proposée par le formidable vivier de jeunes joueurs  et aussi la profusion de tournois locaux, garantissant la possibilité de jouer y compris pendant la pandémie de Covid-19. Dans le même temps, de jeunes joueurs égyptiens partent étudier aux États-Unis profitant des facilités offertes aux sportifs étrangers par les universités américaines  comme Ali Farag, diplômé de l'Université Harvard.

## Les n°1 mondiaux égyptiens
| Hommes              | Femmes            |
| ------------------- | ----------------- |
| Amr Shabana         | Raneem El Weleily |
| Karim Darwish       | Nour El Sherbini  |
| Ramy Ashour         | Nouran Gohar      |
| Mohamed El Shorbagy |                   |
| Karim Abdel Gawad   |                   |
| Ali Farag           |                   |